# James A. Lockhart

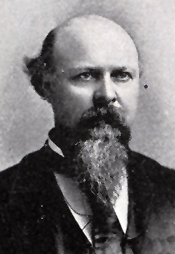
James A. Lockhart

James Alexander Lockhart (* 2. Juni 1850 im Anson County, North Carolina; † 24. Dezember 1905 in Charlotte, North Carolina) war ein US-amerikanischer Politiker. Zwischen 1895 und 1896 vertrat er den Bundesstaat North Carolina im US-Repräsentantenhaus.

## Werdegang
James Lockhart besuchte die öffentlichen Schulen seiner Heimat und absolvierte bis 1873 das Trinity College in Durham. Nach einem anschließenden Jurastudium in Charlotte und seiner 1874 erfolgten Zulassung als Rechtsanwalt begann er in Wadesboro in diesem Beruf zu arbeiten. Gleichzeitig schlug er als Mitglied der Demokratischen Partei eine politische Laufbahn ein. Im Jahr 1875 wurde er zum Bürgermeister von Wadesboro gewählt, 1878 wurde er Abgeordneter im Repräsentantenhaus von North Carolina und im Jahr 1880 gehörte er dem Staatssenat an.
Bei den Kongresswahlen des Jahres 1894 wurde Lockhart im sechsten Wahlbezirk von North Carolina in das US-Repräsentantenhaus in Washington, D.C. gewählt, wo er am 4. März 1895 die Nachfolge von Sydenham Benoni Alexander antrat. Das Ergebnis der Wahl wurde allerdings durch Charles H. Martin von der Populist Party angefochten. Nachdem diesem Einspruch stattgegeben worden war, musste Lockhart am 5. Juni 1896 sein Mandat im Kongress an Martin abtreten.
Nach seinem Ausscheiden aus dem US-Repräsentantenhaus praktizierte James Lockhart wieder als Anwalt in Wadesboro. Er starb am 24. Dezember 1905 in Charlotte und wurde in Wadesboro beigesetzt.